# Mallory Burdette
Mallory Burdette (Macon, 28 gennaio 1991) è un'ex tennista statunitense.

## Carriera
A livello giovanile si è fatta notare per la finale raggiunta durante gli US Open 2008 nel doppio ragazze, in coppia con Sloane Stephens.
Nel 2012, quando ancora non ha preso la decisione di passare tra le professioniste, ha ottenuto una wild-card per gli US Open, e nel tabellone principale si è avventurata fino al terzo turno superando sulla sua strada anche una top-50 quale Lucie Hradecká. Nonostante l'ottimo risultato ha deciso di rimanere tra le dilettanti dando la precedenza agli studi universitari presso l'Università di Stanford: in questa maniera ha rinunciato agli oltre 100 000 $ guadagnati con i risultati a New York.
Nel circuito ITF ha conquistato due titoli in singolare nel 2012.
Ha annunciato ufficialmente il suo ritiro nell'ottobre 2014.

## Statistiche ITF

### Singolare

#### Vittorie (2)
| Torneo 100 000 $ (1) |
| Torneo 75 000 $      |
| Torneo 50 000 $      |
| Torneo 25 000 $      |
| Torneo 10 000 $ (1)  |

| N. | Data           | Torneo                               | Superficie | Avversaria in finale | Punteggio |
| 1. | 22 luglio 2012 | Women's Hospital Classic, Evansville | Cemento    | Duan Yingying        | 6–1, 6–2  |
| 2. | 5 agosto 2012  | Vancouver Open, Vancouver            | Cemento    | Jessica Pegula       | 6-3, 6-0  |

## Grand Slam Junior

### Doppio

#### Sconfitte (1)
| Tornei del Grande Slam  |
| ----------------------- |
| Australian Open (0)     |
| Open di Francia (0)     |
| Torneo di Wimbledon (0) |
| US Open (1)             |

| N. | Data             | Torneo            | Superficie | Compagna        | Avversarie in finale                | Punteggio |
| 1. | 6 settembre 2008 | US Open, New York | Cemento    | Sloane Stephens | Noppawan Lertcheewakarn Sandra Roma | 0-6, 2-6  |

## Risultati in progressione
| Sigla | Risultato               |
| ----- | ----------------------- |
| V     | Vincitore               |
| F     | Finalista               |
| SF    | Semifinalista           |
| O     | Oro olimpico            |
| A     | Argento olimpico        |
| SF    | Bronzo olimpico         |
| QF    | Quarti di Finale        |
| 4T    | Quarto turno            |
| 3T    | Terzo turno             |
| 2T    | Secondo turno           |
| 1T    | Primo turno             |
| RR    | Round Robin             |
| LQ    | Turno di qualificazione |
| A     | Assente                 |
| ND    | Non disputato           |

| Legenda superfici    |
| -------------------- |
| Cemento              |
| Terra battuta        |
| Erba                 |
| Superficie variabile |

### Singolare nei tornei del Grande Slam
| Torneo          | 2006 | 2007 | 2008 | 2009 | 2010 | 2011 | 2012 | 2013 |
| --------------- | ---- | ---- | ---- | ---- | ---- | ---- | ---- | ---- |
| Australian Open | A    | A    | A    | A    | A    | A    | A    | A    |
| Open di Francia | A    | A    | A    | A    | A    | A    | A    | 2T   |
| Wimbledon       | A    | A    | A    | A    | A    | A    | A    | 1T   |
| US Open         | A    | A    | A    | A    | A    | A    | 3T   | 1T   |

### Doppio nei tornei del Grande Slam
| Torneo          | 2006 | 2007 | 2008 | 2009 | 2010 | 2011 | 2012 | 2013 |
| --------------- | ---- | ---- | ---- | ---- | ---- | ---- | ---- | ---- |
| Australian Open | A    | A    | A    | A    | A    | A    | A    | A    |
| Open di Francia | A    | A    | A    | A    | A    | A    | A    | 1T   |
| Wimbledon       | A    | A    | A    | A    | A    | A    | A    | A    |
| US Open         | 1T   | A    | A    | A    | A    | 2T   | A    | 1T   |

### Doppio misto nei tornei del Grande Slam
Nessuna partecipazione